# Huso horario de China

La zona horaria de China (UTC +8) abarca todo el territorio de la República Popular China.

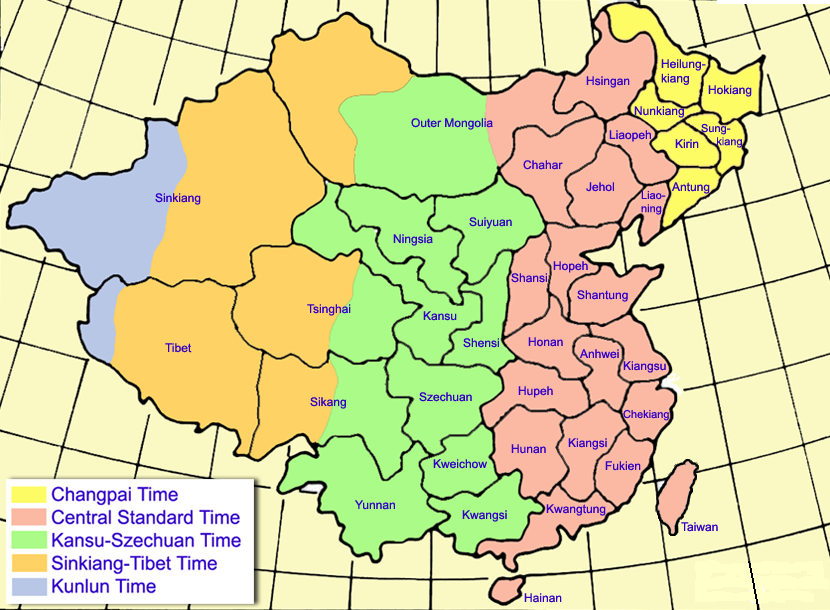
Antiguos husos horarios de la República de China (1912-1949).

La zona horaria de China, conocida como Hora no estándar China u Hora de Pekín (en chino: 北京时间; Pinyin: Běijīng shíjiān), es el huso horario de toda la China continental. Mantiene el UTC +8 durante todo el año.
o husos horarios distintos, por ley utiliza solo la hora de su capital, Pekín. Al tener solo un horario en toda la extensión de su territorio, esto hace que esta zona horaria sea excepcionalmente ancha. Si se cruza la frontera este de Afganistán (en la provincia de Badajshán) para ir a China (en Sinkiang) el reloj debe ser adelantado tres horas y media, mientras que si se cruza la frontera de Rusia (en el krai de Primorie) para ir a China (en Heilongjiang) debe ser atrasado tres horas. En China, el sol está en lo más alto a las 15:00 en el extremo oeste, y a las 11:00 en el extremo este.
Ciertas regiones del este de Asia, incluyendo China, también tienen el mismo huso, pero utilizan diversos nombres, tales como «hora estándar de Hong Kong», «hora estándar de Filipinas», «hora estándar de Singapur», etc.

## Historia
Kublai Khan estableció la capital del Imperio mongol en Pekín. Desde entonces, Pekín ha continuado siendo el centro cultural, comercial, político y progresivo para toda China. El tiempo era relevante en la actividad de Pekín y, por lo tanto, una zona horaria china fue establecida.
Antes de la guerra civil china y del establecimiento de la República Popular de China (PRC), China fue dividida en cinco zonas horarias. Desde el oeste al este eran:
- Zona horaria de Kunlun (UTC +5:30)
- zona horaria de Sinkiang-Tíbet (UTC +6)
- Zona horaria de Kansu-Szechuan (UTC +7)
- Zona horaria estándar de Chungyuan (UTC +8)
- Zona horaria de Changpai (UTC +9:30)